# Monument a Stalin (Budapest)
El Monument a Stalin de Budapest es va completar el desembre de 1951 com un regal per a Stalin del poble d'Hongria en el seu 70è aniversari (21 de desembre de 1949). Va ser enderrocat el 23 d'octubre de 1956 durant la Revolució hongaresa de 1956.

## Descripció
El monument va ser erigit al límit de Városliget, el parc de la ciutat de Budapest. El gran monument tenia 25 metres d'alçada en total. L'estàtua de bronze era de vuit metres d'altura sobre una base de quatre metres de pedra calcària, situada a la part alta d'una tribuna de divuit metres d'ample. Stalin va ser retratat com un orador, el front alt i rígid, amb la mà dreta al pit. Els costats de la tribuna estaven decorats amb escultures en relleu que representaven el poble hongarès donant la benvinguda al seu líder. L'escultor hongarès Sándor Mikus va crear l'estàtua i va ser guardonat amb el Premi Kossuth, la més alta distinció que podia ser assolida per un artista hongarès.

## Rerefons
El monument a Stalin va ser construït durant el període clàssic del Realisme socialista, l'art oficial de l'estalinisme, que era una eina per a inculcar la ideologia del Partit al poble. Aquest estil d'estètica realista i didàctic celebra el proletariat de treball dur i sobretot el culte a la personalitat al voltant de figures com Lenin, Stalin i altres comunistes líders de l'Europa de l'est.
Estàtues de Stalin sorgiren a tot arreu d'Europa de l'Est des de 1930 fins a la dècada de 1950. Eren objectes de culte que mostraven els poders gairebé místics de Stalin. Després de la finalització de l'estàtua de Stalin, un periodista de Budapest, va dir:

«Stalin estava amb nosaltres abans, ara ell estarà amb nosaltres encara més. Ell vetllarà per la nostra feina, i el seu somriure ens mostrarà el camí. M'han dit que a Moscou s'acostuma a fer una visita al camarada Lenin a la Plaça Roja abans de l'inici, o després d'acabar, una tasca important, ja sigui per informar o per demanar-li consell. Sens dubte, el mateix es produirà aquí amb l'estàtua del camarada Stalin.»

El monument no només va demostrar el poder de Stalin, sinó el poder del Partit dels Treballadors Hongaresos. Just a l'altre costat del monument de Stalin hi havia MÉMOSZ, la casa del Sindicat de Constructors, condemnat per la seva arquitectura modernista influïda per occident.
Després de la mort de Stalin el 1953, el Realisme socialista va entrar en declivi, en relació amb els canvis polítics iniciats per Nikita Khrusxov el 1956, en el XX Congrés del Partit Comunista de la Unió Soviètica, quan denúncia el culte a la personalitat de Stalin.

## Destrucció

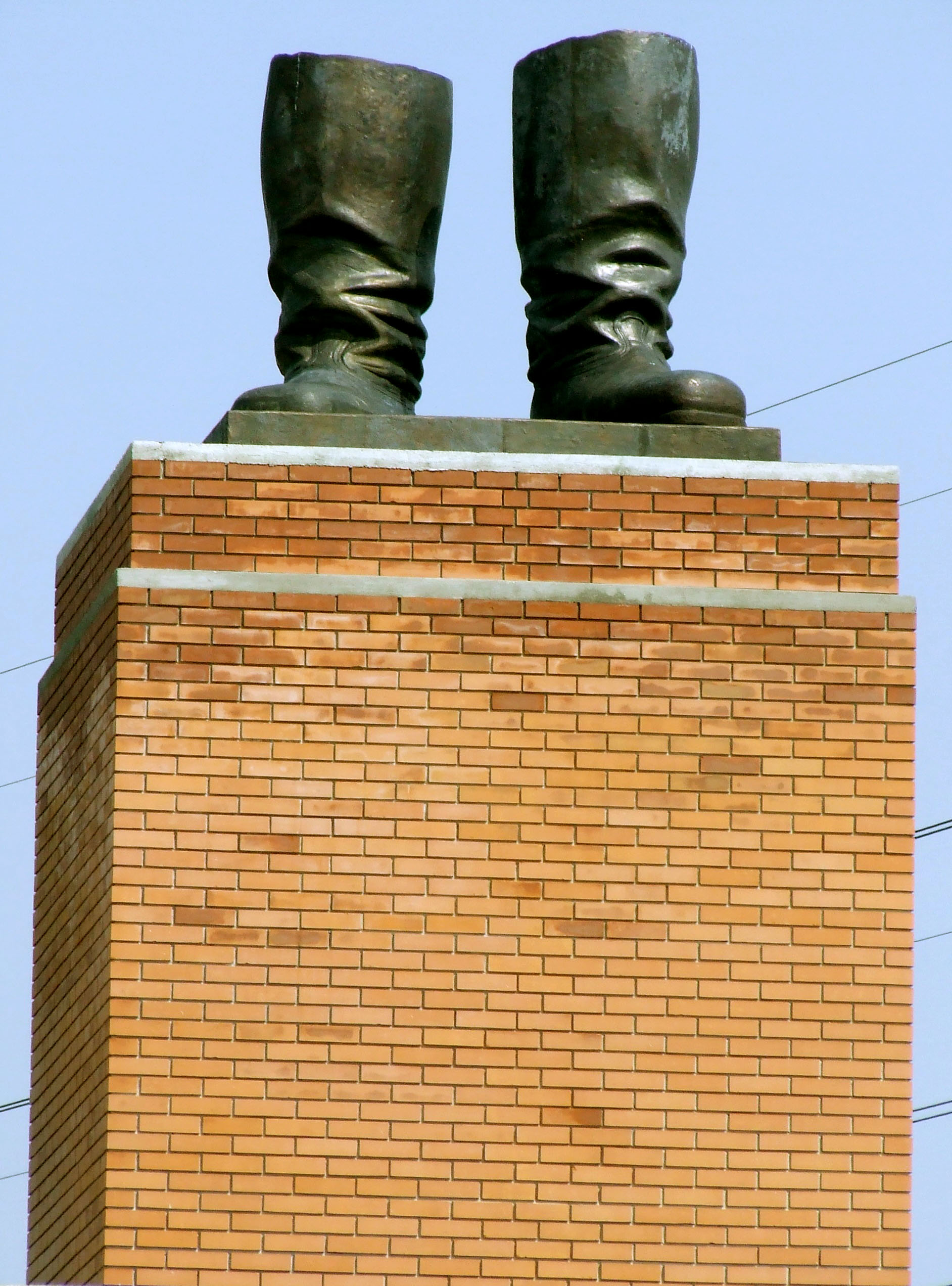
"Botes de Stalin", Memento Park, Szoborpark.

El 23 d'octubre de 1956, al voltant de 200.000 hongaresos es van reunir a Budapest per manifestar-se en solidaritat amb els polonesos, que acabava de guanyar la reforma política a l'anomenat Octubre polonès. Els hongaresos emeteren 16 demandes per la ràdio, una d'elles era el desmantellament de l'estàtua de Stalin. Centenars de milers de revolucionaris hongaresos van demolir l'estàtua de Stalin, deixant-ne només les botes, on hi van plantar una bandera hongaresa. El nom inscrit en bronze del líder dels hongaresos, professor i "millor amic"  va ser arrencada del pedestal. Abans de l'enderroc de l'estàtua, algú havia col·locat un cartell a la boca de Stalin, que deia: 

«Russos, quan marxeu no em deixeu enrere!»
Els revolucionaris cridaven «Rússia go home!» alhora que tiraven avall l'estàtua. «W.C.» i altres insults van ser gargotejades sobre les parts fragmentades de l'estàtua.
El relat dels fets de Sandor Kopacsi, cap de la policia de Budapest:

«[Els manifestants] posaren […] un cable d'acer gruixut al voltant del coll de l'estàtua de 25 metres d'alçada de Stalin, mentre que altres persones, arribant en camions amb cilindres d'oxigen i bufadors per a tall de metalls, van posar-se a treballar en les sabates de bronze de l'estàtua. […] Una hora més tard l'estàtua va caure del seu pedestal.»

## Present
El lloc de l'antic monument a Stalin ara és ocupat pel Monument de la Revolució de 1956, acabat el 2006 pel 50è aniversari de l'esdeveniment històric.
Una còpia de mida natural del pedestal va ser construïda en el Parc Memento, amb les sabates de bronze trencades al damunt, el 2006. No és una còpia exacta de l'original, sinó tan sols una recreació artística de l'escultor Ákos Eleőd.